# Juan César Mussio-Fournier
Pour les articles homonymes, voir Fournier.
Juan César Mussio-Fournier, né le 7 février 1890 à Montevideo (Uruguay) et mort le 1er janvier 1961, est un neurologue, endocrinologue, médecin et ministre uruguayen.

## Biographie
Juan César Mussio-Fournier est né au sein d'une famille intellectuelle. Il avait des origines franco-italiennes par ses parents. L'influence française est venue de sa mère, Dona Pepita Fournier Reissig, veuve à 23 ans et qui a élevé ses enfants seule, Juan César et Rafael. Son père, Juan Mussio, avait étudié la médecine, qu’il abandonna pour la carrière d’avocat avant de mourir à 28 ans avec le désir insatiable de devenir médecin. Il était, lui-même, fils d'un émigré italien de Gênes, Juan Mussi.  
En 1917, Juan César Mussio-Fournier termine ses études de médecine est devient médecin-chirurgien à l'hôpital Pasteur de Montevideo. En 1920, il est devenu chef de clinique. 
La même année, il entreprend une longue tournée d'étude, qui lui a pris six ans, à travers les principales cliniques d'Europe, pour se spécialiser en pédiatrie. Il collabore avec son ami et confrère pédiatre Victor Henri Hutinel, directeur de l'hôpital Necker-Enfants malades de Paris. Ensemble, ils ont découvert un cas d'hémiplégie et de toux myxœdème qui deviendra, cinquante ans plus tard, le "Syndrome d'Hutinel-Mussio Fournier".   
Spécialisé en neurologie, il s'orienta vers une discipline naissante, l'endocrinologie.
Juan César Mussio-Fournier fut Ministre de la Santé publique de l'Uruguay de 1936 à 1943.

## Source
- (es) Biographie de Juan César Mussio-Fournier